# Reimei
Reimei(レイメイ, 黎明, Bình minh) là đĩa đơn hợp tác giữa nhạc sĩ Nhật Bản Sayuri và MY FIRST STORY. Nó được phát hành bởi Ariola Japan vào ngày 5 tháng 12 năm 2018.
Bài hát chủ đề "Reimei" được chỉ định làm nhạc nền mở đầu mùa thứ hai của anime truyền hình "Golden Kamuy", và vào ngày 22 tháng 10 năm 2018, video mở đầu của anime sử dụng bài hát này đã được đăng trên YouTube. Xuất bản trong. Video âm nhạc được phát hành trên YouTube vào ngày 6 tháng 11 năm 2018, và video thông báo được phát hành trên Twitter của Sayuri vào ngày 20 tháng 11 năm 2018.